# GSC6415-1033
GSC6415-1033 — хімічно пекулярна зоря спектрального класу B, що має видиму зоряну величину в
смузі V приблизно 12.9.
Вона знаходиться у сузір'ї Скульптора.